# Savielly Tartakower

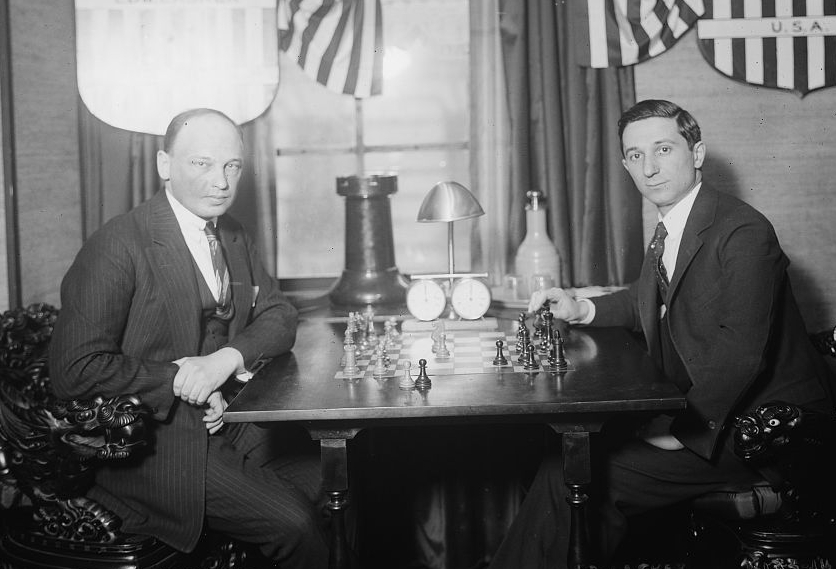
Savielly Tartakower (z lewej) w czasie partii z Edwardem Laskerem

Savielly Tartakower, także: Ksawery (Xavier) Tartakower (ur. 22 lutego 1887 w Rostowie nad Donem, zm. 4 lutego 1956 w Paryżu) – czołowy szachista Polski i Francji w pierwszej połowie XX wieku.
Tartakower był postacią barwną. Lubił grę agresywną, ryzykowną i pełną pomysłów. Nie zdobył najwyższych szachowych nagród, choć pod koniec lat 20. XX wieku miałby szanse walczyć o mistrzostwo świata. Szachy traktował jednak bardziej jak sztukę i intelektualną rozrywkę niż pole rywalizacji. Był człowiekiem towarzyskim i lubianym, również za poczucie humoru i cięty dowcip. Był autorem wielu aforyzmów szachowych, oryginalnie nazywanych „tartakoweryzmami”.

## Życiorys
Urodził się w 1887 roku w Rosji w żydowskiej rodzinie o polsko-austriackich korzeniach, która w tym czasie przeszła na katolicyzm, stąd podwójne imię: rosyjsko-żydowskie Sawielij (Savielly) i chrześcijańskie Ksawery. Po ojcu zachował obywatelstwo austriackie i jako syn bogatego żydowskiego kupca od 1899 kształcił się najpierw w Genewie, a następnie w Wiedniu, gdzie ukończył studia prawnicze i obronił pracę doktorską w 1909 roku. Wiedeń był wówczas jednym z ważniejszych centrów szachowych w Europie. Tartakower był stałym bywalcem szachowych kawiarni, gdzie mógł spotkać Carla Schlechtera, Gezę Maroczego, Milana Vidmara czy Richarda Rétiego. Sukcesy w turniejach szachowych zaczął odnosić już jako student. W 1906 roku jako obywatel Austro-Węgier wygrał turniej w Norymberdze, a trzy lata później zajął drugie miejsce za Rétim w turnieju w Wiedniu i także jako obywatel Austro-Węgier wziął udział w silnym turnieju w Sankt Petersburgu.
W 1911 roku stracił rodziców, którzy zostali zamordowani w napadzie rabunkowym. Według niektórych źródeł – w jednym z mniej udokumentowanych pogromów czarnosecińskich w Rostowie nad Donem. Po tym zdarzeniu nie wrócił już na stałe do Rosji.
Po I wojnie światowej, w czasie której był oficerem armii austro-węgierskiej, zamieszkał w Paryżu. Nie znał języka polskiego, przyjął jednak obywatelstwo nowo powstałej Rzeczypospolitej Polskiej. Mimo posiadania tytułu doktora prawa nie podjął praktyki adwokackiej. Bardziej pociągała go zawodowa gra w szachy. Czuł się również doskonale jako szachowy dziennikarz i autor książek.  W 1924 roku opublikował swoją najsławniejszą książkę Die hypermoderne Schachpartie, która jest wznawiana i popularna do dzisiaj. Bowiem Tartakower jest współtwórcą  – obok łotewsko-duńskiego szachisty Arona Nimzowitscha –tzw. szkoły hipermodernistycznej, która głosiła opanowanie w debiucie pól centralnych za pomocą figur, a nie przez piony.
Był w latach dwudziestych stałym uczestnikiem najbardziej prestiżowych turniejów szachowej elity. Dwukrotnie wygrał słynny turniej w Hastings (w 1927 i 1928 roku). W 1927 roku podzielił z Aronem Nimzowitschem pierwsze miejsce na turnieju w Londynie, przed Frankiem Marshallem, Milanem Vidmarem i Jefimem Bogolubowem. W 1930 roku wygrał turniej w Liège, aż o dwa punkty wyprzedzając Mir Sultana Khana, na dalszych miejscach znaleźli się m.in. Akiba Rubinstein, Nimzowitsch i Marshall.
W latach 30. XX wieku Tartakower sześciokrotnie reprezentował Polskę na olimpiadach szachowych, zdobywając w sumie pięć medali w drużynie (złoty, dwa srebrne i dwa brązowe) oraz trzy medale indywidualnie (złoty na drugiej szachownicy w 1931 roku i dwa brązowe na pierwszej, w 1933 i 1935 roku). Szczególnie mocno zaangażował się w przygotowania polskiej reprezentacji oraz organizacji olimpiady szachowej w Warszawie w 1935 roku. W tym czasie startował również w mistrzostwach Polski, dwukrotnie zdobywając tytuł mistrza kraju, w 1935 roku w Warszawie i w 1937 w Juracie.
Wybuch II wojny światowej zastał go w Buenos Aires, gdzie odbywała się właśnie ósma olimpiada szachowa. Po krótkim pobycie w Argentynie wrócił do Europy i pod przybranym nazwiskiem Cartier służył jako oficer w armii generała Charles’a de Gaulle’a. Po wojnie przyjął francuskie obywatelstwo, w dalszym ciągu aktywnie uczestniczył w życiu szachowym. Reprezentował Francję na olimpiadzie w 1950 roku. W tymże roku oficjalnie otrzymał tytuł arcymistrza, był jednym z trzech pierwszych polskich arcymistrzów, obok Akiby Rubinsteina i Mieczysława Najdorfa. W 1953 roku zdobył w Paryżu tytuł indywidualnego mistrza Francji. Zmarł w 1956 roku. Był jednym z ostatnich żyjących szachistów o liczbie Morphy’ego równej dwa.
Pozostawił po sobie wiele artykułów, rozpraw, analiz, komentarzy szachowych. Współpracował z europejskimi, w tym z polskimi,  pismami szachowymi. Pisał w językach: niemieckim, francuskim, angielskim, rosyjskim (język polski znał słabo). Wykazywał talenty literackie, pisał wiersze, tłumaczył poezję rosyjską na języki francuski i niemiecki. 
Według retrospektywnego systemu rankingowego Chessmetrics, najwyższe miejsce osiągnął w marcu 1921 r., zajmował wówczas 3. miejsce na świecie, za José Raúlem Capablanką i Akibą Rubinsteinem.